# Médaille Karl-Schwarzschild

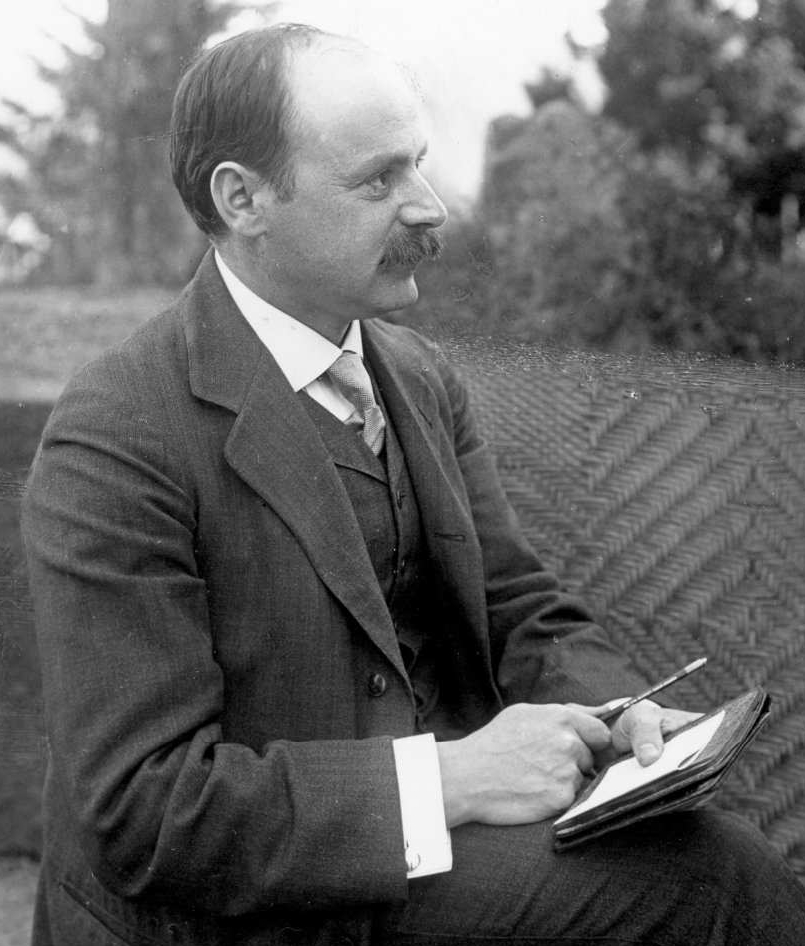
La médaille porte le nom de Karl Schwarzschild

La médaille Karl-Schwarzschild est une récompense d'astronomie et d'astrophysique présentée depuis 1959 par la Société astronomique, en Allemagne. 
La médaille est nommée d'après l'astrophysicien Karl Schwarzschild.

## Lauréats
| Année | Nom                                               |
| ----- | ------------------------------------------------- |
| 2022  | Hans-Thomas Janka                                 |
| 2021  | Jocelyn Bell                                      |
| 2020  | Friedrich-Karl Thielemann (en)                    |
| 2019  | Ewine van Dishoeck                                |
| 2018  | Andrzej Udalski                                   |
| 2017  | Richard Wielebinski (de)                          |
| 2016  | Robert Williams                                   |
| 2015  | Immo Appenzeller                                  |
| 2014  | Margaret Geller                                   |
| 2013  | Karl-Heinz Rädler                                 |
| 2012  | Sandra M. Faber                                   |
| 2011  | Reinhard Genzel                                   |
| 2010  | Michel Mayor                                      |
| 2009  | Rolf-Peter Kudritzki                              |
| 2008  | Rashid Sunyaev                                    |
| 2007  | Rudolf Kippenhahn (en)                            |
| 2005  | Gustav Andreas Tammann                            |
| 2004  | Riccardo Giacconi                                 |
| 2003  | Erika Böhm-Vitense                                |
| 2002  | Charles H. Townes                                 |
| 2001  | Keiichi Kodaira (de)                              |
| 2000  | Roger Penrose                                     |
| 1999  | Jeremiah Ostriker                                 |
| 1998  | Peter A. Strittmatter                             |
| 1997  | Joseph Hooton Taylor                              |
| 1996  | Kip Thorne                                        |
| 1995  | Hendrik C. van de Hulst                           |
| 1994  | Joachim Trümper (de)                              |
| 1993  | Raymond Wilson (en)                               |
| 1992  | Fred Hoyle                                        |
| 1990  | Eugene Parker                                     |
| 1989  | Martin J. Rees                                    |
| 1987  | Lodewijk Woltjer                                  |
| 1986  | Subrahmanyan Chandrasekhar                        |
| 1985  | Edwin Salpeter                                    |
| 1984  | Daniel M. Popper (en)                             |
| 1983  | Donald Lynden-Bell                                |
| 1982  | Jean Delhaye                                      |
| 1981  | Bohdan Paczynski                                  |
| 1980  | Ludwig Biermann                                   |
| 1978  | George B. Field                                   |
| 1977  | Wilhelm Becker (de)                               |
| 1975  | Lyman Spitzer                                     |
| 1974  | Cornelis de Jager                                 |
| 1972  | Jan Oort                                          |
| 1971  | Antony Hewish                                     |
| 1969  | Bengt Strömgren                                   |
| 1968  | Maarten Schmidt                                   |
| 1963  | Charles Fehrenbach                                |
| 1959  | Martin Schwarzschild (fils de Karl Schwarzschild) |